# 1351 Uzbekistania
1351 Uzbekistania је астероид главног астероидног појаса са пречником од приближно 64,91 .
Афел астероида је на удаљености од 3,398 астрономских јединица (АЈ) од Сунца, а перихел на 2,994 АЈ.
Ексцентрицитет орбите износи 0,063, инклинација (нагиб) орбите у односу на раван еклиптике 9,668 степени, а орбитални период износи 2087,443 дана (5,715 година).
Апсолутна магнитуда астероида је 9,60 а геометријски албедо 0,060.
Астероид је откривен 5. октобра 1934. године.